# Boomcitroenkorst
Boomcitroenkorst (Polycauliona phlogina) is een korstmossoort uit het geslacht Polycauliona.

## Determinatie
Boomcitroenkorst is een korstvormig korstmos. Het thallus is meestal geheel soredieus en geelgroen tot geel van kleur. Het heeft een diameter van 3–30 mm. De apotheciën zijn (groen)geeloranje, plat en hebben een duidelijke apotheciumrand die soredieus kan zijn. De diameter van het apothecium is 0,8–3 mm.
De dikte van het hymenium is 55–80 µm en van het hypothecium is 25–65 µm. De asci meten 45–58 × 10–12 µm en bevatten acht sporen. De ascosporen zijn hyaliene, ellipsvormig, zonder epispore, en meten 10–13 × 4·5–6·0 µm. Het septum is 3–4 µm dik.

### Gelijkende taxa
Boomcitroenkorst lijkt sterk op gewone citroenkorst (Flavoplaca citrina), die meestal epilitisch groeit.

## Ecologie
Boomcitroenkorst is een epifyt die vooral voorkomt op ± pH-neutrale, eutrofe schors van stammen of gesteltakken en boomvoeten van allerlei loofbomen. De soort heeft een zeer sterke voorkeur voor bastwonden waar floëemsap naar buiten lekt. Soms kan boomcitroenkorst ook op dood hout voorkomen en zeer zelden zelfs op geëutrofieerde steen.

### Syntaxonomie
In de syntaxonomie staat boomcitroenkorst te boek als kentaxon voor de boomcitroenkorst-associatie.

## Verspreiding
In Nederland is boomcitroenkorst landelijk gezien vrij zeldzaam, maar in ruwweg de westelijke helft van het land algemeen. De zwaartepunten liggen alhier ruwweg in de kuststreken.